# وطن‌گیری مجارها
وطن‌گیری مجارها (به مجاری: honfoglalás) مجموعه‌ای از وقایع تاریخی بود که به استقرار مجارها در اروپای مرکزی در آغاز قرن ۹ و ۱۰ انجامید. پیش از ورود مجارها، سه قدرت اولیه قرون وسطایی، امپراتوری نخست بلغارستان، فرانک خاوری و موراویا، برای گرفتن حوضه کارپات با یکدیگر جنگیده بودند. آنها گهگاه سواران مجار را به عنوان سرباز استخدام می‌کردند؛ بنابراین مجارهایی که در سبزدشت پنتی شرق کارپات زندگی می‌کردند، با میهن آینده خود در زمان وطن‌گیری آشنا بودند.
فتح مجارستان در دوره مهاجرت‌ها آغاز شد. بر اساس چند منبع معاصر، مجارها پس از حملهٔ مشترک پچنگ‌ها و بلغارها بر ضدشان در ۸۹۴ یا ۸۹۵ از کوه‌های کارپات عبور کردند. آنها ابتدا کنترل مناطق پست شرق دانوب را در دست گرفتند و در سال ۹۰۰ نیز غرب دانوب، پانونیا را مورد حمله قرار داده و آن را اشغال کردند. آنها از درگیری‌های داخلی در موراویا بهره‌برداری کرده و این دولت را بین سال‌های ‎۹۰۲ – ۹۰۶ از بین بردند.
مجارها با غلبه بر ارتش بایرن در نبرد پرسبورگ در ۴ ژوئیه ۹۰۷ کنترل خود را بر حوضهٔ کارپات تقویت کردند. آنها بین سالهای ‎۸۹۹ – ۹۵۵ پس از چند تهاجم جنگی، امپراتوری بیزانس را نیز بین سال‌های ‎۹۴۳ – ۹۷۱ هدف قرار دادند و پس از استقرار تدریجی در حوضه کارپات در حدود سال ۱۰۰۰ فرمانروایی مسیحی پادشاهی مجارستان را تأسیس کردند.

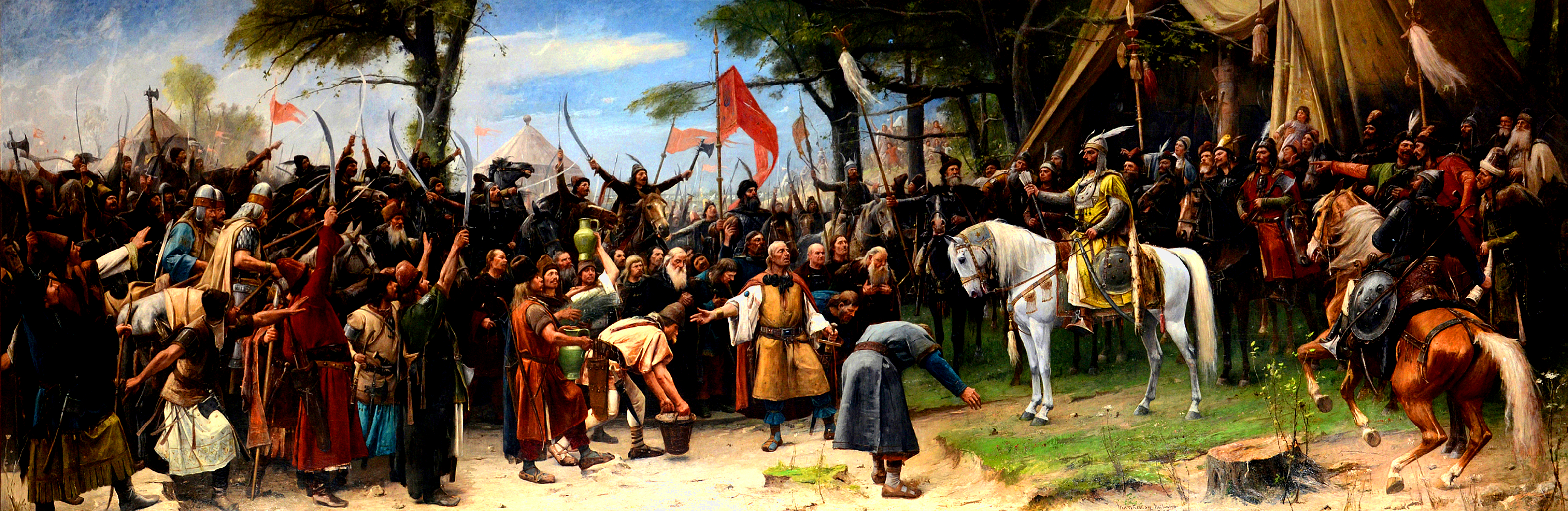
وطن‌گیری اثر میهای مونکاچی